# Davinia Taylor
Pour les articles homonymes, voir Taylor.
Davinia Taylor, née le 11 novembre 1977 à Wigan dans le Grand Manchester, est un modèle et une actrice britannique.

## Biographie
De 1996 à 1998, elle a joué le rôle de Jude Cunningham dans plus de 50 épisodes de la série Hollyoaks.
Davinia Taylor est une amie proche de Kate Moss et de Sadie Frost.

## Filmographie
- 2001 Is Harry on the Boat? (téléfilm) : Alison
- 2000 Urban Gothic TV : Lauren
- 2000 Le monde des ténèbres TV
- 2000 Soul Patrol : Courier Company Girl
- 1999 Bostock's Cup (téléfilm) : Denise Bull
- 1996-1998 Hollyoaks : Jude Cunningham